# Courbe remplissant le flocon de Koch
La courbe remplissant le flocon de Koch est une courbe remplissante définie pour recouvrir la surface incluse dans un flocon de Koch. Elle a été proposée et décrite par Benoît Mandelbrot en 1982 dans son ouvrage Fractal geometry of Nature.

Courbe après 4 itérations

## Histoire

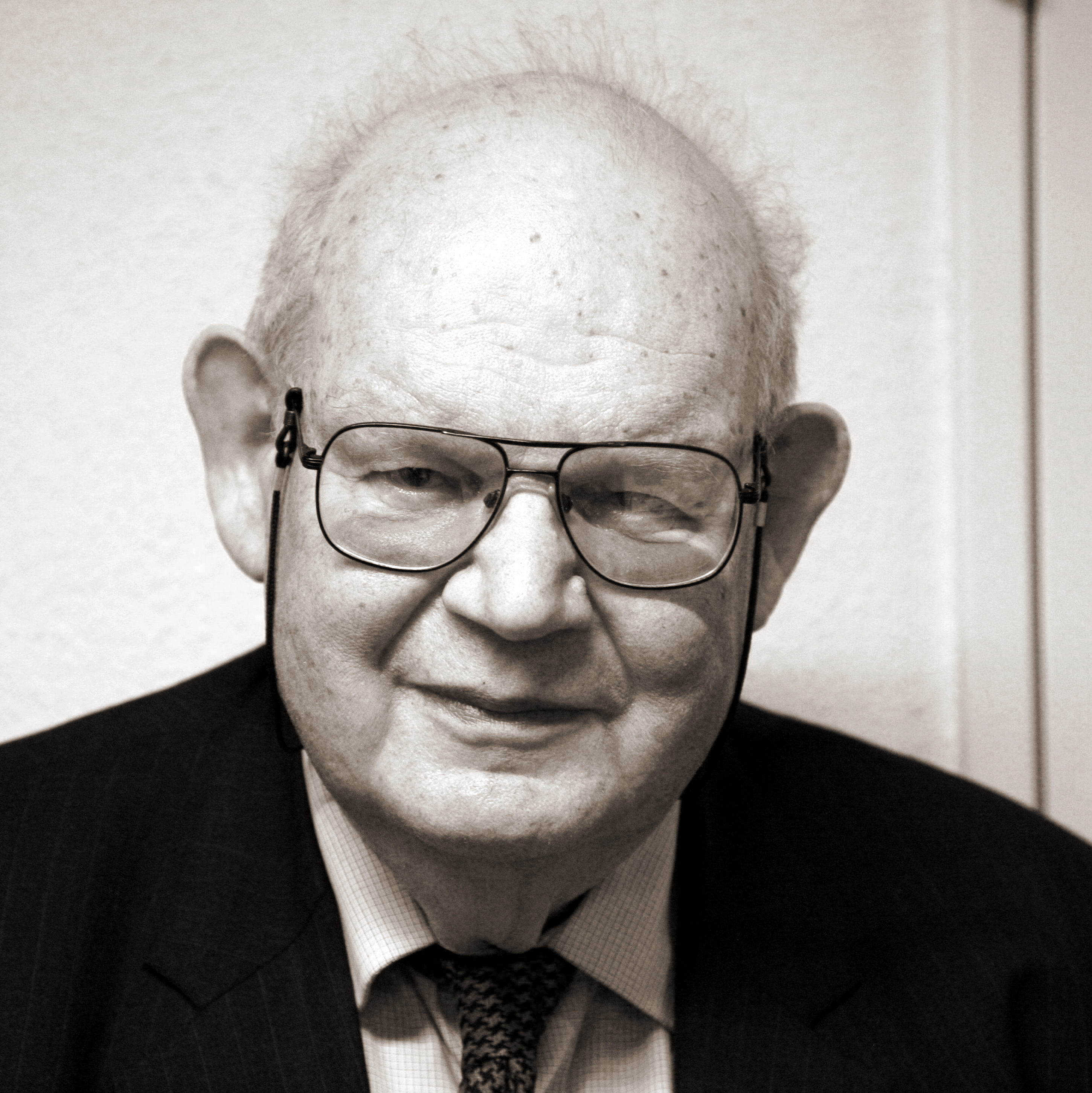
Benoit Mandelbrot en 2007.

Le mathématicien franco-américain Benoît Mandelbrot a développé en 1973 un nouvel outil mathématique étudiant les phénomènes physiques et biologiques : les objets fractales. Le flocon de Koch fut l'une des premières fractales étudiées par B. Mandelbrot.

## Usages
Sans être directement liés à cette courbe-ci, certains modèles utilisés en biologie et notamment dans la visualisation des échanges pulmonaires présentent, eux aussi, une structure fractale. En effet, plus on augmente les itérations, plus l'aire du flocon augmente. Les poumons sont basés sur le même modèle : le but des poumons est de transmettre le plus de dioxygène possible aux capillaires sanguins. Pour cela, il faut une surface d'échange considérable mais un volume identique.
Il en va de même en géographie, pour le calcul de la longueur des côtes maritimes. Par exemple, la courbe de Koch et la courbe de la côte bretonne ne sont pas des courbes dites "lisses", même si on zoome sur une partie d'un segment on remarquera cet effet. La mesure de la longueur par approximation des segments ne converge pas, de ce fait la longueur du parcours de la courbe tend vers l'infini. La côte bretonne et la courbe de Koch ont des dimensions comprises entre 1 et 2 : elles vont toutes les deux remplir le plan vis-à-vis d'une courbe lisse mais ne le remplissent pas totalement.
La modélisation par Von Koch peut se résumer en remplaçant chaque segment par une suite de segments plus petits décrivant n'importe quelle forme.

## Description
Pour aboutir à la courbe, il faut retourner le premier motif à plusieurs reprises pendant l'itération. À n'importe quel moment dans l'itération, nous pouvons utiliser le motif original, ou son image inversée. En utilisant les différents ordres de ces deux versions du motif, nous pouvons créer une variété infinie des Snowflake Sweep.

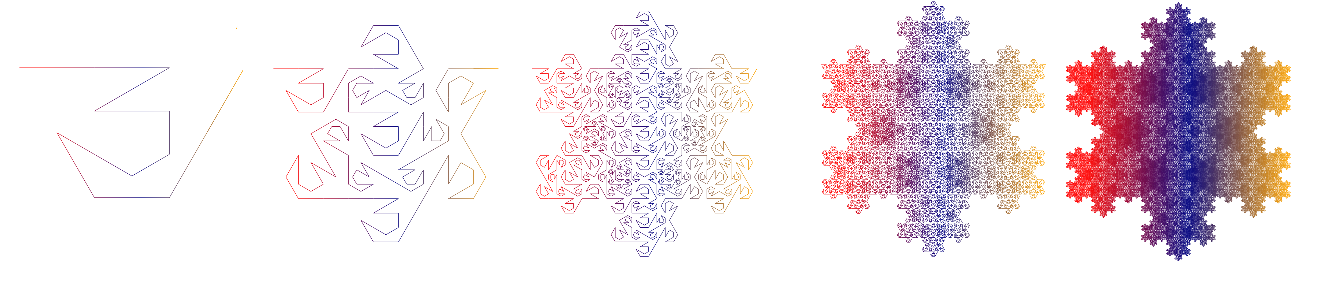
réalisation de la courbe remplissant le flocon de Koch en 5 itérations.

La courbe remplissant le flocon de Koch est obtenue par un processus itératif consistant à remplacer à chaque itération, chaque segment par 6 segments d'une longueur réduite de 1/3√3.

## Complexité
La théorie de la complexité est un domaine de l'informatique théorique qui étudie formellement la quantité de ressources (en temps et en espace) nécessaire pour la résolution de problèmes posés de façon mathématique, au moyen de l'exécution d'un algorithme. Il s'agit donc d'étudier la difficulté intrinsèque de ces problèmes.
Cette fractale est dite autosimilaire, c'est-à-dire qu'elle se répète à l'infini. Elle pave le plan.
La courbe remplissant le flocon de Koch est de dimension de Hausdorff δ = 2, parce qu'elle est basée sur 7 similitudes de rapport {\displaystyle 1/3} et de 6 similitudes {\displaystyle 1/3{\sqrt {3}}}. Sa dimension s vérifie donc : {\displaystyle 7({1/3})^{s}+6({1/3{\sqrt {3}}})^{s}=1}, soit s=2.

## Variantes
- Dans son ouvrage Fractal geometry of Nature, Benoît Mandelbrot décrit une fractale semblable à la snowflake sweep : l'arbre des singes, de dimension 1,8. Elle est basée sur 6 homothéties de rapport {\displaystyle 1/3} et 5 homothéties de rapport {\displaystyle {1/{3{\sqrt {3}}}}}[5].
- La courbe de Gosper aussi connue sous le nom de flowsnake (une contrepèterie de : "snow flake" flocon de neige en anglais)[pas clair], est une courbe remplissant l'espace découverte par Bill Gosper : l'île de Gosper.

L'arbre des singes
Courbe de Gosper à la 4e itération